# Holmtjärnen, Närke
Holmtjärnen är en sjö i Örebro kommun i Närke och ingår i Göta älvs huvudavrinningsområde.